# Marie-Hélène Arnaud
Marie-Hélène Arnaud est un mannequin et actrice française, née le 24 septembre 1934 à Montmorency (Seine-et-Oise, aujourd'hui Val-d'Oise) et morte le 6 octobre 1986 à Paris. Elle est mannequin de cabine puis modèle pour les photographes de mode. D'un début de carrière plein de succès dans la mode, elle fait une courte carrière secondaire au cinéma  dans une relative indifférence du public.

## Biographie
Juste après son baccalauréat de philosophie, elle est mannequin pour Chanel lors de la réouverture de sa maison de couture dans les années 1950. Ayant adopté la classique « posture Chanel », ressemblant à la couturière Coco par ses manières et sa gestuelle, elle devient le mannequin préféré de celle-ci. Décrite comme « belle sans agressivité, raffinée sans ostentation », elle est surnommée « The Chanel Girl ». Mais trop présente pour la maison de couture, elle la quitte afin de rejoindre Guy Laroche et poser pour des magazines et photographes, tels Jeanloup Sieff, Georges Dambier ou Henry Clarke. Elle est en couverture de Life et de Elle. Deux ans plus tard, elle revient chez Chanel, prenant le statut de mannequin-vedette au sein de la cabine et portant la création No 5 de chaque défilé ou présentation. La presse fait largement écho de sa courte relation avec Robert Hossein. Puis, toujours selon la presse people de l'époque, elle aurait été la compagne du producteur Sam Spiegel ; la liaison aurait cessé lorsque ses amis se firent trop pressants pour pousser le producteur au mariage.
Au début des années 1960, elle fonde sans succès sa propre marque. Ses courtes apparitions au cinéma ne suffisent pas à en faire une star. Elle effectue différents métiers, loin du succès qu'elle avait croisé dans la mode.
On la retrouve morte dans sa baignoire en octobre 1986, la cause de la mort est inconnue. Elle est inhumée au cimetière de Monchy-Humières (Oise).

## Filmographie
- 1956 : Mannequins de Paris de André Hunebelle : Josette
- 1957 : Ça aussi c'est Paris de Maurice Cloche
- 1957 : Les Collégiennes d'André Hunebelle : Catherine Royer
- 1958 : Gigi de Vincente Minnelli : une fille chez Maxim's
- 1964 : Fantomas d'André Hunebelle : Lady Beltham